# Kolding IF Håndbold
Pour les articles homonymes, voir Kif.
Maillots
Actualités
Dernière mise à jour : 28 août 2022.
Le Kolding Idrætsforening Håndbold, communément appelée KIF Kolding, est un club danois de handball créé le 14 mars 1941. 
Le club de Kolding est l'une des grosses pointures du handball masculin danois et même européen dans les années 1990 et années 2000. En effet, entre 1987 et 2009, le club remporte douze Championnats du Danemark et sept coupes nationales. Régulièrement qualifié en Ligue des champions, le club réalise son meilleur parcours lors de la saison 2001/2002 où le club atteint les demi-finales.
Le 17 août 2012, la section fusionne avec l'AG Copenhague pour former le KIF Copenhague. Puis le 31 mars 2018, le club renonce à sa partie Copenhague pour redevenir KIF Kolding.
Une section féminine a également évolué au plus haut niveau avant de migrer à Vejen et de disparaitre en 2014.

## Section masculine

### Palmarès
| Compétitions internationales                  | Compétitions nationales |
| - Ligue des champions : - Demi-finale en 2002 | - Championnat du Danemark (12) - Champion : 1987, 1988, 1990, 1991, 1993, 1994, 2001, 2002, 2003, 2005, 2006, 2009 - Vice-champion : 1995, 1999, 2004, 2010 - Coupe du Danemark (7) - Vainqueur : 1990, 1994, 1999, 2002, 2005, 2007, 2008 - Finaliste : 1988, 1992, 1997, 2001 |

Remarque : le palmarès du KIF Copenhague n'est pas pris en compte ici.

### Effectif
L'effectif pour la saison 2022-23 est :
| Gardiens de but - 01 Magnus Brandbyge - 12 Tim Winkler - 20 Rasmus Døssing Ailiers gauches - 14 Bjarke Christensen - 28 Nicolai Snogdal Ailiers droits - 21 Peter Torpegaard Lund - 29 Viktor Nevers Pivots - 04 Anders Beuschau - 05 Steven Plucnar Jacobsen - 18 Benjamin Pedersen | Arrières droits - 10 Vetle Rønningen - 11 Andreas Elbæk - 17 Erik Thorsteinsen Toft - 19 Thomas Boilesen Demi-centres - 07 Sander Andreassen Øverjordet - 15 Jens Svane Peschardt - 22 Albert Thanning Arrières droits - 02 Mads Peter Lønborg - 27 Jesper Meinby |

## Section féminine
La section féminine a évolué au plus haut niveau à partir de 1998. Éclipsée par les résultats de la section masculine, il est décidé à l'automne 2005 de créer le KIF Vejen : les entrainements et les matchs des femmes ont alors lieu à Vejen.
En 2010, le club est finaliste de la Coupe d'Europe des vainqueurs de coupe et termine troisième du Championnat du Danemark, son meilleur résultat.
En 2011, il a été annoncé que le KIF Vejen devenait un club indépendant avec un nouvel entraîneur et un nouveau sponsor principal et n'était plus soumis au KIF Kolding. 
Ce nouveau club, alors nommé Vejen Elite Handball, est toutefois contraint de se déclarer en faillite le 28 avril 2014.

## Identité visuelle

Ancien logo
Logo actuel